# 萨伦格尔
萨伦格尔是印度切蒂斯格尔邦賴格爾縣的一个城镇。总人口14458（2001年）。在英属印度时期，萨朗格尔是曾是萨朗格尔土邦的都城，该国由贡德王朝统治，是贡德王朝诸邦国之一。该国1948年被并入印度。

## 人口
该地2001年总人口14458人，其中男性7357人，女性7101人；0—6岁人口1948人，其中男987人，女961人；识字率69.95%，其中男性为79.50%，女性为60.06%。